# شيلبي هيرن
شيلبي هيرن (بالإنجليزية: Shelby Hearon)‏‏ (18 يناير 1931 في ماريون - 10 ديسمبر 2016 في برلينغتون)؛ روائية من الولايات المتحدة.

## الجوائز
- زمالة غوغنهايم